# أمينة بن دوة
أمينة بن دوّة هي مقدمة ومنتجة برامج تونسية. ناشطة في الإعلام المرئي والسمعي. قدمت برامج على قناة حنبعل وعرفت أكثر من خلال إذاعة موزاييك أف أم فهي تقدّم برنامج فوروم (منتدى) موزاييك منذ سنة 2008.
تزوجت أمينة بن دوّة في 15 جوان - يونيو 2019.

## سنوات العمل

### الإذاعة
- 2003 - 2008 : أحلى صباح (موزاييك أف أم)
- 2008 : فوروم موزاييك (موزاييك أف أم)

### التلفزة
- 2015 : هات نحكيو (قناة حنبعل)
- 2016 : هنا الآن (قناة التاسعة)